# Вільяррубія-де-лос-Охос
Вільяррубія-де-лос-Охос (ісп. Villarrubia de los Ojos) — муніципалітет в Іспанії, у складі автономної спільноти Кастилія-Ла-Манча, у провінції Сьюдад-Реаль. Населення — 11 119 осіб (2010).
Муніципалітет розташований на відстані близько 130 км на південь від Мадрида, 38 км на північний схід від Сьюдад-Реаля.

## Демографія
Динаміка населення (INE ):

## Галерея зображень

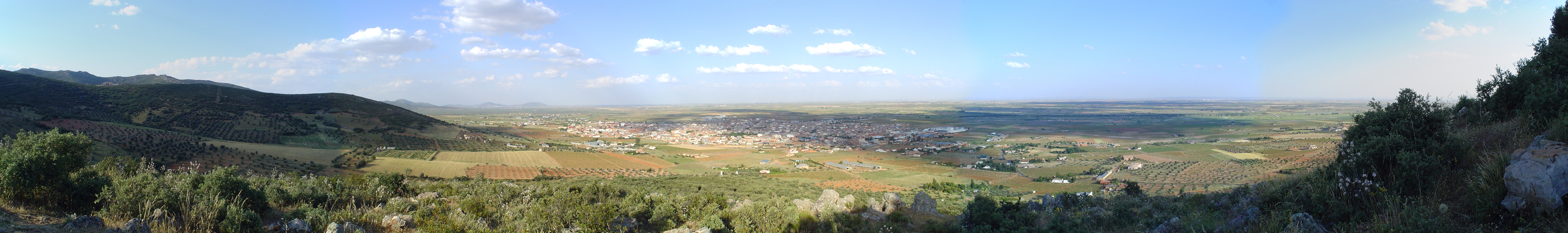
Вільяррубія-де-лос-Охос